# Hernando Tovar
Hernando Tovar (Girardot, Cundinamarca, Colombia; 17 de septiembre de 1937) es un exfutbolista colombiano conocido como el Mono, que se desempeñó como volante y jugó durante toda su carrera en el equipo del cual se considera hincha; Independiente Santa Fe. Con el cuadro cardenal, Tovar ganó 2 títulos; en 1958 y en 1960. También jugó la Copa Mundial de Fútbol de 1962 con la Selección Colombia. Además, es considerado uno de los mejores jugadores en la historia de Independiente Santa Fe. Actualmente y desde hace varios años, trabaja en la Taberna del Rey Arturo, un restaurante y bar al norte de la ciudad de Bogotá.

## Trayectoria

### Inicios
Hernando "Mono" Tovar nació en Girardot, un municipio del departamento de Cundinamarca cercano a la ciudad de Bogotá. Sin embargo, se crio en Cali, la capital del departamento del Valle del Cauca. Luego, fue enviado a Bogotá, donde estudió primero en el Colegio Salesiano y en el Colegio Mayor de San Bartolomé. Allí jugaba fútbol, y tras ser visto por un ojeador pasó a las divisiones inferiores de Independiente Santa Fe en 1952 cuando tenía 14 años de edad.

### Independiente Santa Fe
Tras jugar en las divisiones inferiores, Hernando debutó como futbolista profesional a los 16 años en 1954 en un Clásico bogotano contra Millonarios, que se jugó en la ciudad de Bucaramanga. A partir de ahí, fue tenido en cuenta varias veces, pero no fue hasta 1956 cuando volvió a jugar con el equipo profesional. En 1957, se hizo un lugar en la titular, y empezó a tener buenos partidos. En 1958, Tovar ganó su primer título como profesional, ya que Santa Fe ganó su segundo (2) campeonato y tuvo al cundinamarqués entre sus jugadores destacados. Dos años después, en 1960; el cuadro cardenal ganó su tercera estrella (título), y entre sus figuras estuvo Hernando que hizo un gran torneo junto a los colombianos Carlos Rodríguez, Carlos "Copetín" Aponte, Jaime Silva, y Héctor "Zipa" González; además de los argentinos Osvaldo Panzutto y Alberto Perazzo. Sus grandes partidos ese año, le hicieron que fuera considerado uno de los mejores volantes del campeonato. Al año siguiente (1961), Santa Fe jugó la Copa Libertadores de América, y llegó hasta las semifinales. Entre los jugadores que se destacaron en el torneo internacional, estuvo el nacido en Girardot. En los años siguientes, el equipo cardenal tuvo buenas y malas temporadas, donde siempre se destacó Tovar. En 1963, dejó el fútbol por un tiempo, y regresó 2 años después (1965). A finales del año 1965, Hernando Tovar se retiró del fútbol, después de haber sido 2 veces campeón con Independiente Santa Fe, ser figura e ídolo del equipo albirrojo, y haber jugado 204 partidos y anotar 2 goles.

### Selección Colombia
Gracias a sus grandes partidos con la camiseta de Independiente Santa Fe, Hernando "Mono" Tovar fue convocado para jugar con la Selección Colombia las eliminatorias al Mundial y la Copa Mundial de Fútbol de 1962 en Chile junto a sus compañeros de equipo Jaime Silva, Héctor "Zipa" González y Carlos "Copetín" Aponte.

### Cualidades
Hernando Tovar destacó por sus grandes habilidades para jugar al fútbol, como sus gambetas y sus buenos pases y su buen golpeo de balón; además se destacó también por el sentido de pertenencia que tenía hacia su club.
Independiente Santa Fe.

## Carrera como técnico
Varios años después de su retiro del fútbol, dirigió a las divisiones menores de su amado Santa Fe, y sacó varios jugadores al fútbol profesional. 

## Clubes
| Club                        | País     | Año       |
| --------------------------- | -------- | --------- |
| Club Independiente Santa Fe | Colombia | 1954-1965 |

## Palmarés

### Campeonatos nacionales
| Título           | Club     | País     | Año  |
| ---------------- | -------- | -------- | ---- |
| Primera División | Santa Fe | Colombia | 1958 |
| Primera División | Santa Fe | Colombia | 1960 |

## Selecciones nacionales
| Selección | Torneo (s)   | Año  |
| --------- | ------------ | ---- |
| Colombia  | Copa Mundial | 1962 |